# Bordano
Bordano (furlanisch Bordan) ist eine Gemeinde in der Region Friaul-Julisch Venetien in Friaul, Italien mit 698 Einwohnern (Stand 31. Dezember 2023).

## Geografie
Die Ortschaft liegt auf 224 m Seehöhe auf der rechten Seite des Flusses Tagliamento gerade zwischen den Bergen Brancot (1015 m) im Süden und San Simeone (1505 m) im Norden. Außer dem Hauptort zählt noch der Ortsteil Interneppo (Tarnèp) zur Gemeinde.
Die Nachbargemeinden sind Cavazzo Carnico, Gemona del Friuli, Trasaghis und Venzone.

## Das Gefecht am Monte Festa
Die Festung des Monte Festa wurde zu Beginn des 20. Jahrhunderts zu dem Zweck erbaut, einen Befestigungsgürtel zur Verteidigung Friauls zu schaffen. Die strategischen Verhältnisse während des Ersten Weltkriegs bewahrte sie jedoch vor dem Frontverlauf und wurde mit ein wenig mehr als 100 Mann Besatzung als Artillerie-Beobachtungsstand genutzt. Mit dem Vorstoß von Karfreit im Jahre 1917 durchbrachen die deutsch-österreichischen Truppen aber die italienischen Linien und begannen mit ihrem Einfall Richtung friaulische Ebene und Piave. Zu diesem Zeitpunkt erreichte die spärliche Besatzung des Monte Festa der Befehl, auf jeden Fall Widerstand zu leisten. Am 5. November war die Feste zu einer mittelgroßen Insel geworden, von lauter feindlichen Streitkräften umgeben. Die Österreicher griffen in der Nacht vom 5. zum 6. November an, aber die Italiener leisteten mit dem einzigen verfügbaren Maschinengewehr Widerstand, welches sie hier und dort aufstellten, und somit die Angreifer hinsichtlich der Nachhaltigkeit der Verteidiger täuschten. Als dann die Munition ausging, erkannten jedoch die Italiener, dass jeglicher Widerstand zwecklos war. Sie versuchten einen Ausfall, um sich mit dem italienischen Heer und den anderen wieder zu vereinen, nachdem sie das Munitionslager in die Luft gejagt hatten. Als der Ausfall scheiterte kapitulierten sie.

## Sehenswürdigkeiten
- Das Haus der Schmetterlinge steht im Ortszentrum und ist ein richtiges und wahrhaftes lebendiges Museum dieser Insekten. Das Haus, in welchem über 400 von den schönsten Schmetterlings-Arten gezüchtet werden, wird in drei große Gärten unterteilt: Amazonien, tropisch Afrika und Indo-Australien. In den Räumlichkeiten kann man alle Stadien in der Entwicklung von Schmetterlingen kennenlernen, vom Ei zur Raupe, von der Puppe zum Schmetterling. Zu sehen sind die Unterschiede zwischen Tag- und Nacht-Faltern an einigen lebendigen Insekten mit den signifikantesten Kunstgriffen, die als Überlebensstrategie angenommen wurden und die Färbungen, die zur aktiven Verteidigung so wie zur Tarnung dienen.
- Die mythologische Mauer, dem italienischen Radsport gewidmet, befindet sich an der Verbindungsstraße nach Interneppo. Sie steht nur ein Stückchen westlich des Ortes und wurde aufgrund des Abkommens vom 25. Januar 2001 rep. 2693, von der Provinz Udine ins Leben gerufen. Ausführende Maler waren Giuseppe Brombin und Floreano „Jan“ Franzil. Auf der Straßenmauer gleich nach einer Straßenkehre über den Cartine-Bach sind die berühmten italienischen Radrennfahrer Bottecchia, Binda, Girardengo, Coppi, Adorni, Magni, Guerra, Bartali, Nencini, Gimondi, Moser und Pantani malerisch dargestellt. Antonio Lot mit seinem Mikrofon in der Hand präsentiert die bergwärts pedalierenden Rennfahrer. Bei deren Anstieg werden sie von Duilio Chiaradia, einem bekannten Kameramann des RAI-TV, verkehrt auf einem mitfahrenden Motorrad sitzend, von der Spitze des Feldes aus gefilmt.

## Fotos

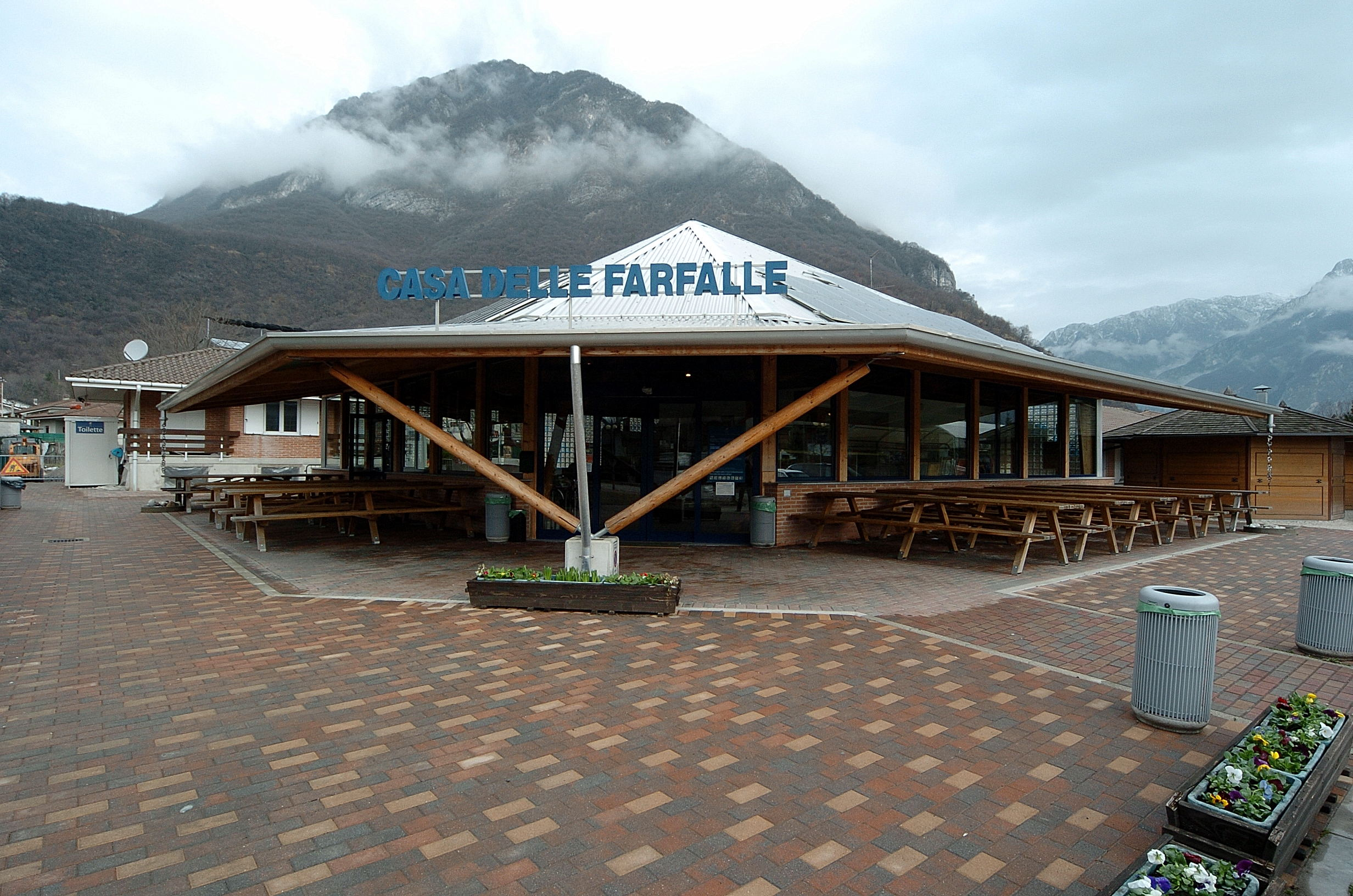
„Casa delle Farfalle“ – „Haus der Schmetterlinge“
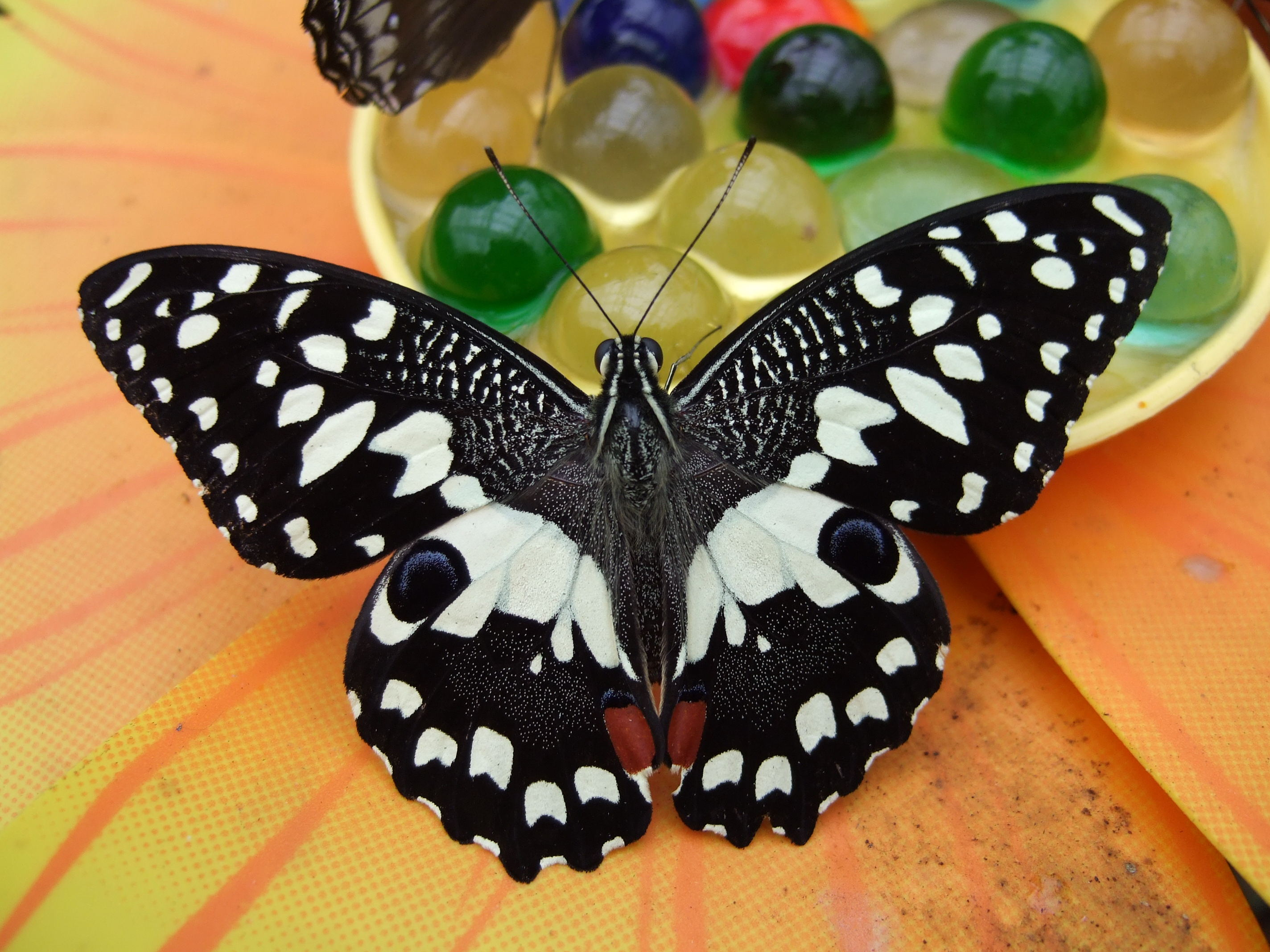
Schmetterling im Haus der Schmetterlinge
Mythologische Mauer, dem italienischen Radsport gewidmet.